# Åneby
Åneby, Aneby (dansk) eller Ahneby (tysk) er en landsby og kommune beliggende mellem Flensborg og Kappel i landskabet Angel i det østlige Sydslesvig. Administrativt hører kommunen under Slesvig-Flensborg kreds i den tyske delstat Slesvig-Holsten. Kommunen samarbejder på administrativt plan med andre kommuner i omegnen i Gelting Bugt kommunefællesskab (Amt Geltinger Bucht). I kirkelig henseende hører Äneby under Sterup Sogn. Sognet lå i Ny Herred (Flensborg Amt), da Slesvig var dansk indtil 1864.
Åneby er første gang nævnt 1196 (Dipl. dan. 1, 3, 216). Ånebyled (Anebyled) er første gang nævnt 1612. Stednavnerne henføres til personnavnet Ane. Landsbyen hørte tidligere under klostret i Mårkær.